# Einar von Bredow
Karl Einar Hartwig von Bredow, född 2 november 1931 i Tanjung Balai i Nederländska Ostindien, död 16 maj 2008 i Jönköping, var en svensk journalist och författare.
Einar von Bredow föddes på Sumatra i det nuvarande Indonesien. 1946 kom han till Sverige och tog studenten på Sigtunaskolan. Från 1952 var von Bredow journalist på Expressen, TT och Svenska Dagbladet. Under åren 1969–1989 var han utrikesreporter och kommentator i Aktuellt på SVT med Asien som specialitet. 
Einar von Bredow var 1985–2000 gift med Katarina von Bredow.